# Equazione di Callan-Symanzik
In fisica teorica, l'equazione di Callan-Symanzik è un'equazione differenziale che descrive l'evoluzione delle funzioni di correlazione a n punti al variare di un parametro sulla scala dell'energia e delle costanti di accoppiamento della teoria, dipendenti esse stesse dalla scala data. Prende il nome da Curtis Callan e Kurt Symanzik che la scoprirono indipendentemente nel 1970. Più tardi fu usata per comprendere la libertà asintotica.

## L'equazione
L'equazione di Callan-Symanzik ha la struttura seguente:
{\displaystyle \left[M{\frac {\partial }{\partial M}}+\beta (g){\frac {\partial }{\partial g}}+n\gamma \right]G^{(n)}(x_{1},x_{2},\ldots ,x_{n};M,g)=0}
dove {\displaystyle \beta (g)} e la funzione beta e {\displaystyle \gamma } l'esponente di scala dei campi. Questa equazione si applica nel limite del cut-off della teoria che va all'infinito. In questo limite la teoria descrive campi privi di massa e segue l'invarianza conforme. Questa può essere riscritta in modo analogo per i momenti effettuando lo scambio {\displaystyle x_{i}\rightarrow p_{i}}.
In elettrodinamica quantistica questa equazione prende la forma
{\displaystyle \left[M{\frac {\partial }{\partial M}}+\beta (e){\frac {\partial }{\partial e}}+n\gamma _{2}+m\gamma _{3}\right]G^{(n,m)}(x_{1},x_{2},\ldots ,x_{n};M,e)=0}
con n ed m il numero di elettroni e fotoni rispettivamente.
Questa equazione si ottiene nell'ambito del gruppo di rinormalizzazione. Come è usuale in questo caso, è possibile trattarla solo usando la teoria delle perturbazioni.